# Polynema loriger
Polynema loriger är en stekelart som beskrevs av Jean-Jacques Kieffer 1916. Polynema loriger ingår i släktet Polynema och familjen dvärgsteklar.
Artens utbredningsområde är Filippinerna. Inga underarter finns listade i Catalogue of Life.